# FEB Eredivisie 2001-02
Het Eredivisie (basketbal)-seizoen 2001–02 was het 51e seizoen van de Nederlandse basketbaleredivisie. Hierin werd gestreden om het 55e Nederlands kampioenschap basketbal. Ricoh Astronauts uit Amsterdam werd kampioen, EiffelTowers Nijmegen was runner-up.

## Teams
| Club                  | Plaats           | Stadion                   |
| --------------------- | ---------------- | ------------------------- |
| BC Omniworld Almere   | Almere           | Topsportcentrum Almere    |
| EiffelTowers Nijmegen | Nijmegen         | De Horstacker             |
| Vanilla Weert         | Weert            | Sporthal Boshoven         |
| MPC Donar             | Groningen        | Martiniplaza              |
| EBBC Den Bosch        | 's-Hertogenbosch | Maaspoort                 |
| Landstede Basketbal   | Zwolle           | ZAC Center                |
| Ricoh Astronauts      | Amsterdam        | Sporthallen Zuid          |
| Gunco Rotterdam       | Rotterdam        | Topsportcentrum Rotterdam |
| CEB Noordkop          | Den Helder       | Sporthal De Slenk         |
| NTNT Haaglanden       | Den Haag         | Sporthal Ockenburg        |
| NAC Basketbal         | Breda            | Gemeentelijk Sportcentrum |

## Regulier seizoen
| Kleur | Kwalificatie voor          |
| ----- | -------------------------- |
|       | Kwalificatie voor Playoffs |

### Elite A
| pos | club                  | gs | w  | v  | pnt |
| --- | --------------------- | -- | -- | -- | --- |
| 1   | EiffelTowers Nijmegen | 28 | 20 | 8  | 40  |
| 2   | MPC Donar             | 28 | 18 | 10 | 36  |
| 3   | Ricoh Astronauts      | 28 | 18 | 10 | 36  |
| 4   | BC Omniworld Almere   | 28 | 16 | 12 | 32  |
| 5   | Landstede Basketbal   | 28 | 15 | 13 | 30  |

### Elite B
| pos | club            | gs | w  | v  | pnt |
| --- | --------------- | -- | -- | -- | --- |
| 6   | EBBC Den Bosch  | 28 | 22 | 6  | 42  |
| 7   | NAC Basketbal   | 28 | 14 | 14 | 28  |
| 8   | Vanilla Weert   | 28 | 12 | 16 | 24  |
| 9   | BC Noordkop     | 28 | 11 | 17 | 22  |
| 10  | Gunco Rotterdam | 28 | 8  | 20 | 16  |
| 11  | NTNT Haaglanden | 28 | 6  | 22 | 14  |

## Playoffs
| Landskampioen 2002                  |
| ----------------------------------- |
| Ricoh Astronauts Amsterdam 4e titel |

|  | Kwartfinale | Kwartfinale           | Kwartfinale         |                  |                     | Halve finale          | Halve finale | Halve finale |  |  | Finale | Finale                | Finale |
|  |             |                       |                     |                  |                     |                       |              |              |  |  |        |                       |        |
|  | 1           | EiffelTowers Nijmegen | 2                   |                  |                     |                       |              |              |  |  |        |                       |        |
|  | 8           | Vanilla Weert         | 0                   |                  |                     |                       |              |              |  |  |        |                       |        |
|  | 8           | Vanilla Weert         | 0                   |                  | 1                   | EiffelTowers Nijmegen | 3            |              |  |  |        |                       |        |
|  |             |                       |                     |                  | 1                   | EiffelTowers Nijmegen | 3            |              |  |  |        |                       |        |
|  |             | 5                     | Landstede Basketbal | 0                |                     |                       |              |              |  |  |        |                       |        |
|  | 4           | 5                     | Landstede Basketbal | 0                | BC Omniworld Almere | 1                     |              |              |  |  |        |                       |        |
|  | 4           |                       |                     |                  | BC Omniworld Almere | 1                     |              |              |  |  |        |                       |        |
|  | 5           | Landstede Basketbal   | 2                   |                  |                     |                       |              |              |  |  |        |                       |        |
|  |             |                       |                     |                  |                     |                       |              |              |  |  | 1      | EiffelTowers Nijmegen | 3      |
|  |             |                       | 3                   | Ricoh Astronauts | 4                   |                       |              |              |  |  |        |                       |        |
|  | 2           | MPC Donar             | 0                   |                  |                     |                       |              |              |  |  |        |                       |        |
|  | 7           | NAC Basketbal         | 2                   |                  |                     |                       |              |              |  |  |        |                       |        |
|  | 7           | NAC Basketbal         | 2                   |                  | 7                   | NAC Basketbal         | 0            |              |  |  |        |                       |        |
|  |             |                       |                     |                  | 7                   | NAC Basketbal         | 0            |              |  |  |        |                       |        |
|  |             | 3                     | Ricoh Astronauts    | 3                |                     |                       |              |              |  |  |        |                       |        |
|  | 3           | 3                     | Ricoh Astronauts    | 3                | Ricoh Astronauts    | 2                     |              |              |  |  |        |                       |        |
|  | 3           |                       |                     |                  | Ricoh Astronauts    | 2                     |              |              |  |  |        |                       |        |
|  | 6           | EBBC Den Bosch        | 1                   |                  |                     |                       |              |              |  |  |        |                       |        |

## Individuele prijzen
- Meest Waardevolle Speler:  Mack Tuck (MPC Donar)
- Coach van het Jaar:  Herman van den Belt (Landstede Basketbal)
- Rookie of the Year:  Tjoe de Paula (BC Noordkop)

1960–1968 · 1968/69 · 1969–1977 · 1977/78 · 1978–2000 · 2000/01 · 2001/02 · 2002/03 · 2003/04 · 2004/05 · 2005/06 · 2006/07 · 2007/08 · 2008/09 · 2009/10 · 2010/11 · 2011/12 · 2012/13 · 2013/14 · 2014/15 · 2015/16 · 2016/17 · 2017/18 · 2018/19 · 2019/20 · 2020/21 · 2021/22